# Departamentul Copán
Departamentul Copán este unul dintre departamentele din partea de vest a Hondurasului. Capitala departamentală este orașul Santa Rosa de Copán. Departamentul este bine cunoscut pentru tutunul său și pentru trabucurile fine.
Departamentul este renumit pentru situl arheologic precolumbian de la Copán, unul dintre cele mai mari orașe ale civilizației mayașe.
Departamentul Copán acoperă o suprafață totală de 3.242 km² și, în 2015, avea o populație estimată de aproximativ 382.722 de persoane.

## Municipalități
1. Cabañas
2. Concepción
3. Copán Ruinas
4. Corquín
5. Cucuyagua
6. Dolores
7. Dulce Nombre
8. El Paraíso
9. Florida
10. La Unión
11. Nueva Arcadia
12. San Agustín
13. San Antonio
14. San Jerónimo
15. San José
16. San Juan de Opoa
17. San Nicolás
18. San Pedro de Copán
19. Santa Rita
20. Santa Rosa de Copán
21. Trinidad de Copán
22. Veracruz, Copán
23. La Jigua, Copan